# Хондок
Хондок (кор. 헌덕, 憲德, Heondeok, Hŏndŏk; пом. 826) — корейський правитель, сорок перший володар (ван) держави Сілла (дванадцятий ван об'єднаної Сілли).

## Біографія
Був молодшим братом вана Сосона. 790 року поїхав у подорож до китайської держави Тан, де за свої заслуги отримав високу посаду при дворі. Повернувшись на батьківщину після смерті свого брата, став регентом при своєму племінникові, Еджані. 809 року Хондок убив Еджана та його брата, після чого зайняв трон.
810 року Хондок наказав відновити іригаційні системи в країні. Того ж року він відрядив свого сина до Тан із золотими та срібними зображеннями Будди, щоб молитись за вічний мир в імперії.
822 року в Сіллі спалахнуло повстання під проводом Кім Хон Чана, а наступного року — під проводом сина останнього. Обидва виступи було придушено. 824 року, занепокоєний загрозою з півночі, ван наказав звести стіну вздовж річки Тедонган, що була природним кордоном Сілли.
Помер Хондок 826 року. Після смерті вана трон зайняв його молодший брат Хиндок.